# Pteridophyllaceae
Pteridophyllaceae is een botanische naam, voor een familie van tweezaadlobbige planten. Een familie onder deze naam wordt zelden erkend door systemen voor plantentaxonomie. In het APG-systeem (1998) en het APG II-systeem (2003) is erkenning van de familie optioneel: de planten kunnen ook ingevoegd worden bij de familie Papaveraceae.
Indien erkend gaat het om een heel kleine familie, die voorkomt in Japan.